# ギャリー・トゥルードー
ギャリー・トゥルードー（Garretson Beekman Trudeau、1948年6月21日 - ）はアメリカの漫画家である。
1960年代後半にセント・ポール・スクールとイェール大学に通い、そこで彼の代表作となる日刊の漫画ドゥーンズベリーを始めた。ドゥーンズベリーは世界中でおよそ1400紙の新聞に配信されている。
1975年、彼は漫画家として最初のピューリッツァー賞をEditorial Cartooningで得た。このことは議論を呼んだが、その理由はこの賞は伝統的にeditorial page cartoonistsに与えられるものだったからだ。彼はまた『ドゥーンズベリー・スペシャル』で、ジョン・ハブリーとフェイス・ハブリーと共にアニメ・ショートフィルム部門でのアカデミー賞を受賞した。
彼は1993年にアメリカ芸術科学協会の会員になった。同業の漫画家で、Non Sequiturで有名なワイリー・ミラーは、トゥルードーを「過去25年間で群を抜いて影響力のあった漫画家」と評している。
ドゥーンズベリーに加えて、彼はRap Master Ronnieのような演劇の脚本も執筆している。1988年にはロバート・アルトマン監督でTanner '88が、ケーブルテレビ局HBOで放映された。
彼はジャーナリストのジェーン・ポーリーと1980年に結婚した。また彼は元カナダ首相のピエール・トルドーの遠い親戚でもある。
彼は個人的なプロフィールをあまり公開していない。